# ニューステッド・アビー

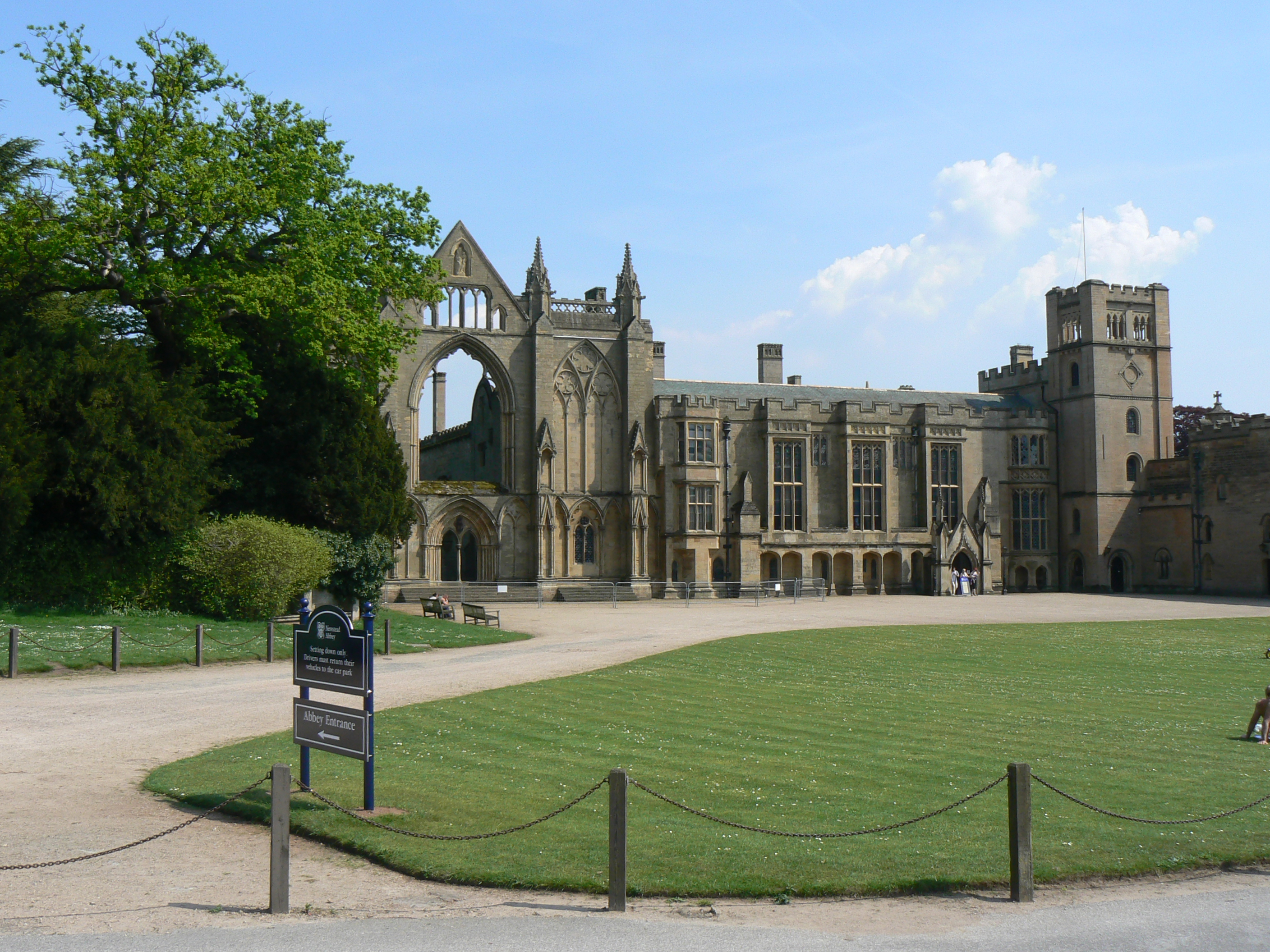

ニューステッド・アビー（Newstead Abbey）は、イギリスのノッティンガムシャー州にある元聖アウグスチノ修道会派修道院の館とその庭。詩人のバイロンが一時所有していたことで有名。日本をモチーフにした部屋と庭もある。

## 概要
1165年に修道院として建てられた。のちに修道士の寮として使われた。1539年に詩人バイロンの先祖にあたるジョン・バイロン卿が手に入れて住まいとした。代々バイロン家が居住し、1808年にバイロンが従祖父より相続する。スコットランドで貧しく暮らしていたバイロン母子は思わぬ遺産に喜んで引っ越してきたが、あまりにも荒れ果てていたため、知人に貸し、2人はロンドンに住んだ。 しばしば館に滞在することはあったものの、バイロン自身は実際にはほとんど居住していない。
母親の死後、経済的な理由から1814年に売りに出すが、思うような値段で売れず、1818年にハロー校の元同級生、トーマス・ワイルドマンに売却。ワイルドマン家はジャマイカの砂糖プランテーションで成功していたため、バイロンを助ける形で購入し、潤沢な資金をもとに大改修を行ない、ゴシック・リバイバル様式のインテリアを加えた。バイロンに関するコレクションを集め、バイロンが住んだ家として、多くの文化人をたびたび招いた。作家のワシントン・アーヴィングもその一人で、のちに滞在記を書いている。
1861年に、大地主でアフリカ探検家でもあるウィリアム・フレデリック・ウェッブに売却される。ウェッブは館にセントラル・ヒーティングやガス灯を取り入れ、ヴィクトリア朝の新しいインテリアを加えて、やはりバイロンの家として多くの客を招いた。20世紀初頭までウェッブ家が住んだあと、地元の資産家に売却され、1931年にノッティンガム市に寄贈された。
現在は一般公開され、結婚式場としても使われている。現在の敷地面積は約300エーカー（40万坪弱）。教会、館のほか、人工池と、日本庭園を含む16種類の庭園がある。

## ジャパニーズ・ルームと日本庭園
19世紀末にウェッブの娘、ジェラルディンとエセル姉妹が極東を旅した際、日本美術が気に入り、帰国後、日本の屏風絵や木彫りの羽目板をあしらったジャバニーズ・ルームを設ける。1907年には日本から庭師を呼び、日本の植物や石灯籠などの備品も輸入して、本格的な日本庭園を造った。1914年まで庭師が手入れしていたが、第一次世界大戦のため帰国。現在は、日本スタイルの庭と言われているものの、日本人の眼からするとよくわからない庭になっている。